# Tanystylum papuensis
Tanystylum papuensis is een zeespin uit de familie Ammotheidae. De soort behoort tot het geslacht Tanystylum. Tanystylum papuensis werd in 1996 voor het eerst wetenschappelijk beschreven door Child. 